# Dusíkový laser
Dusíkový laser je plynový laser, který může generovat ultrafialové, viditelné i infračervené záření.
Nejvíce se využívá pro generaci ultrafialového záření s vlnovou délkou 337 nm. Laser pracuje v pulzním režimu (s délkou impulzů několik ns). Doba života molekuly dusíku na spodní laserové hladině je větší, než doba života na dolní hladině molekuly. Při laserové činnosti proto dochází k rychlému nasycení přechodu a zániku inverze populace hladin. Proto buzení musí být rychlé – provádí se příčným elektrickým výbojem. Dosahované zesílení je velké. Tento laser může pracovat bez optického rezonátoru v režimu zesílené spontánní emise.
Pro buzení se využívá speciální konstrukce elektronického systému – Bumleinovo vedení.